# Minamiyamashiro
Minamiyamashiro (jap. 南山城村 Minamiyamashiro-mura) – wieś w Japonii, na wyspie Honsiu, w prefekturze Kioto. Według danych na rok 2020 miejscowość zamieszkiwało 2 391 mieszkańców , a gęstość zaludnienia wyniosła 37,3 os./km².